# 朱文別車站
朱文別站（日语：／ Shumombetsu eki */?）是位於北海道增毛郡增毛町朱文別，隸屬於北海道旅客鐵道（JR北海道）留萌本線，已廢除的鐵路車站。電報略號為ユモ。
車站名稱源於阿伊努語「supun-pet」，有珠星三塊魚（石斑魚）的河流之意。

## 歷史
- 1963年（昭和38年）12月1日 - 日本國有鐵道留萌本線舍熊車站至增毛車站之間，開設朱文別臨時車站（仮乗降場）。只處理旅客業務。
- 1987年（昭和62年）4月1日 - 由於國鐵分割民營化，車站由JR北海道管理，並升格為朱文別站。
- 1990年（平成2年）3月10日 - 制定營業距離。
- 2016年（平成28年）12月5日 - 由於留萌車站至增毛站路段被廢除，本站正式廢站[2][3]。

## 車站構造
廢站時為1面1線的地面車站。側式月台位於路軌的北方（增毛方向的右方），由木材及預製混凝土建成。沒有設置轉轍器的棒線車站。
由成為臨時車站開始已經是無人車站，月台的北方設有候車室。候車室外觀與阿分站相同，都是使用鐵板建成及礫石舖設地面。沒有廁所，深川方向的斜路連接著車站外的道路。

## 載客量
- 1992年的每天載客量為7人，每天上下車乘客量為14人。
- 2011年至2015年度平均每天載客量少於1人[4]。

## 車站周邊

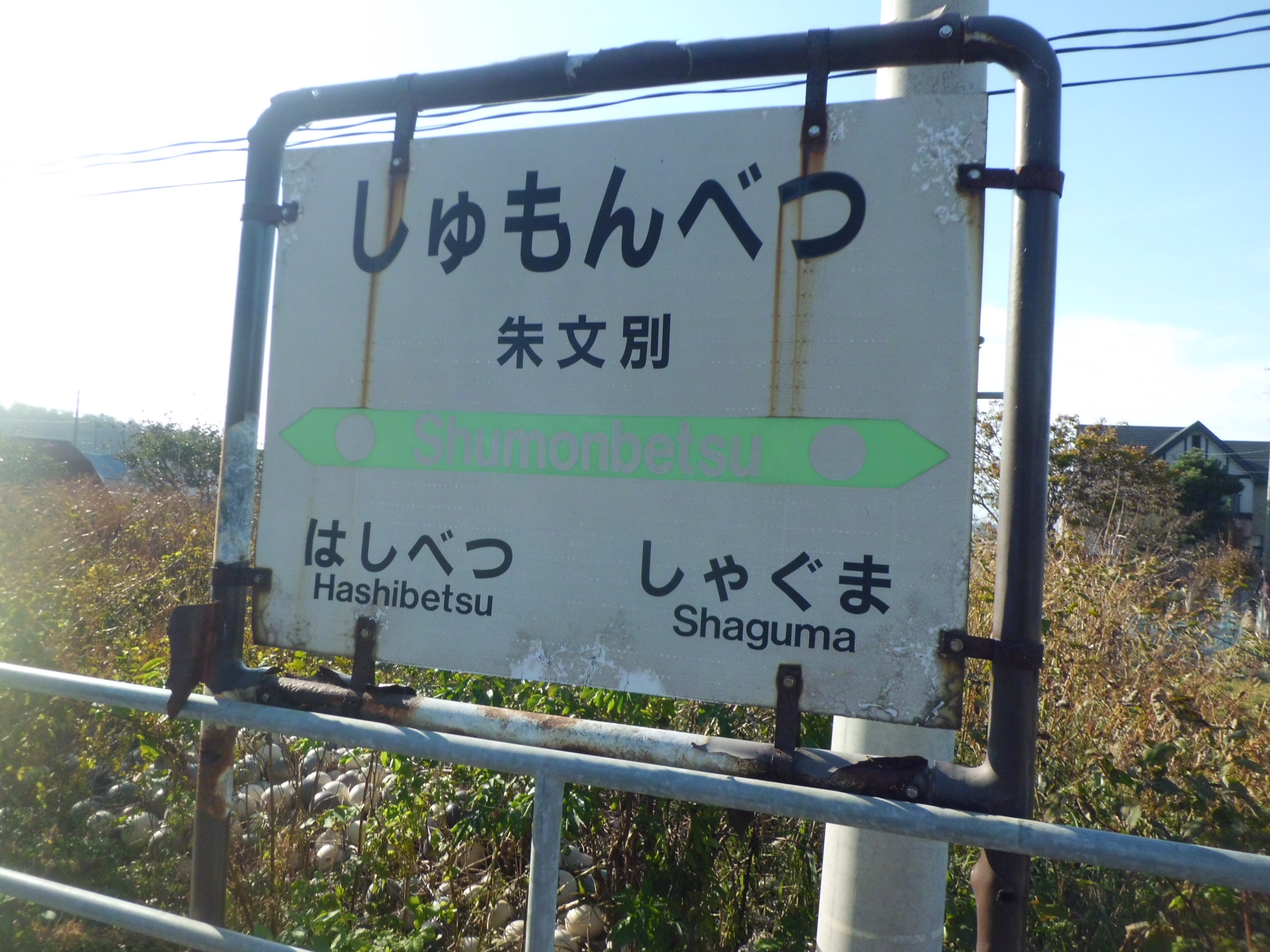
站名標誌牌

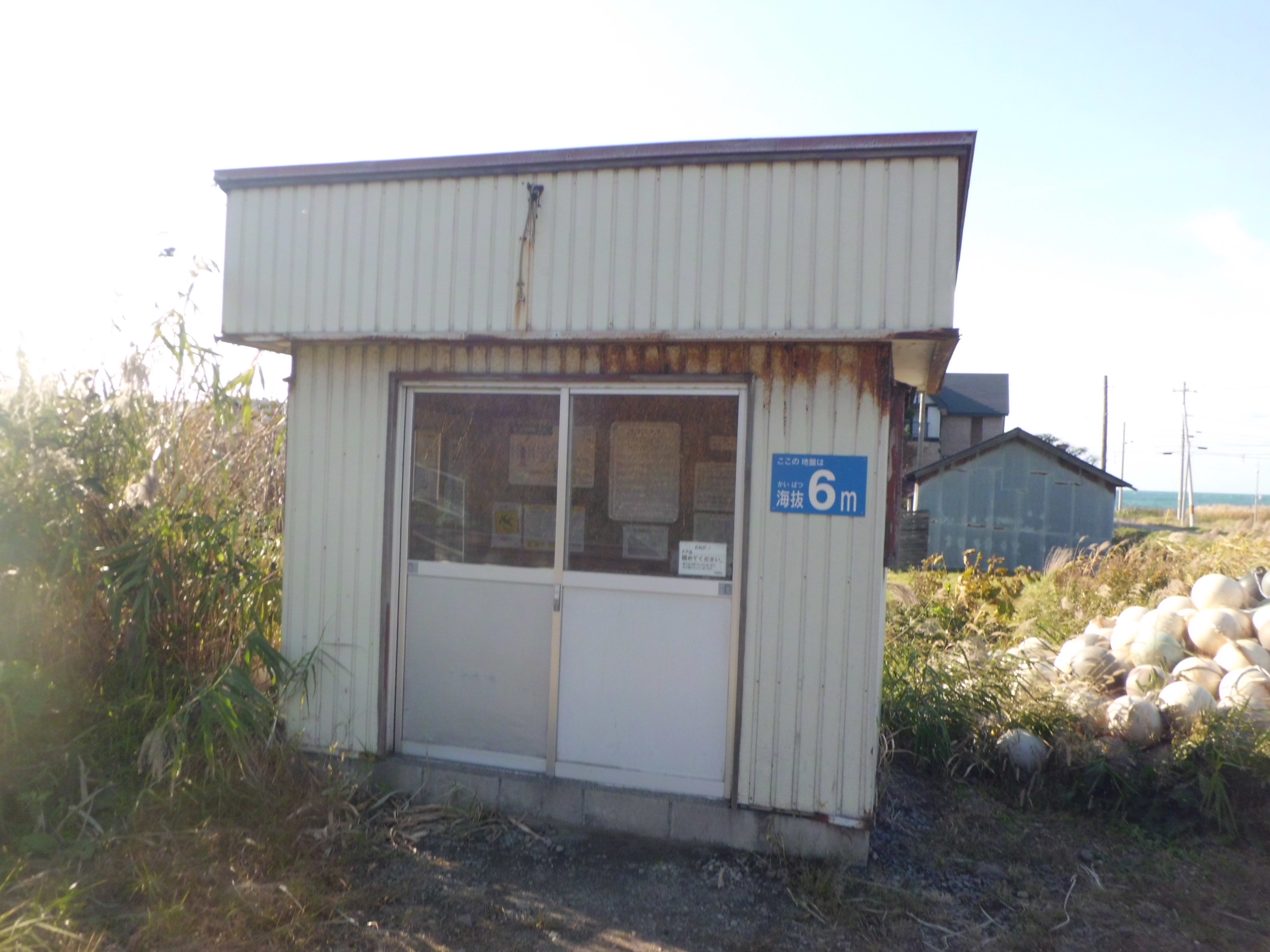
候車室

- 國道231號（日语：国道231号）（U-LO-LON線）
- 沿岸巴士「第一朱文別」車站

## 相鄰車站
北海道旅客鐵道
留萌本線
舍熊－朱文別－箸別

## 外部連結
- 朱文別站（JR北海道旭川分社）
- 互聯網檔案館存檔